# Cava Manara
Cava Manara település Olaszországban, Lombardia régióban, Pavia megyében. Lakosainak száma 6643 fő (2023. január 1.). Cava Manara Bastida Pancarana, Bressana Bottarone, Carbonara al Ticino, Rea, San Martino Siccomario, Sommo, Travacò Siccomario és Zinasco községekkel határos.

## Népesség
A település lakossága az elmúlt években az alábbi módon változott:
| Lakosok száma | 6753 | 6766 | 6643 |
|               | 2017 | 2018 | 2023 |